# Пойет, Диего
Дие́го Пойе́т Гонса́лес (исп. Diego Poyet González; 8 апреля 1995, Сарагоса, Испания) — уругвайский и английский футболист, полузащитник; тренер.

## Карьера

### Клубная
Воспитанник английского клуба «Чарльтон Атлетик». За основную команду дебютировал 21 января 2014 года в переигровке матча 3-го раунда Кубка Англии против «Оксфорд Юнайтед». «Чарльтон» победил со счётом 4:0. По ходу сезона 2013/14 Пойет сыграл в 20-ти матчах Чемпионшипа. Был признан лучшим игроком сезона в «Чарльтоне».
Летом 2014 года подписал контракт с клубом «Вест Хэм Юнайтед», выступающим в Премьер-лиге. Первый матч за «молотобойцев» провёл 23 августа 2014 года во 2-м туре премьер-лиги против «Кристал Пэлас». «Вест Хэм» победил со счётом 3:1. В ноябре и декабре был в аренде в «Хаддерсфилде», выступающем в Чемпионшипе. Летом 2015 года отправился в аренду в клуб Чемпионшипа «Милтон-Кинс Донс». Провёл 18 игр в чемпионате. В январе 2016 года отправился в аренду в «Чарльтон Атлетик».
В феврале 2017 года подписал контракт с аргентинским «Годой-Крус».
Летом 2017 года стал игроком кипрского «Пафоса».

### В сборной
Играл за сборные Англии до 16 и до 17 лет.
В 2015 году выступал за молодёжную сборную Уругвая на Чемпионате мира среди молодёжных команд. Провёл на турнире 4 игры.

### Тренерская
После окончания карьеры начал работать тренером в клубных штабах, где работал его отец Густаво Пойет.

## Достижения
- Лучший игрок сезона в «Чарльтон Атлетик»: 2013/2014.

## Семья
Является сыном известного уругвайского футболиста и тренера Густаво Пойета.